# Десант на Гран Сасо
Током Другог светског рата, Десант на Гран Сасо (кодног назива Unternehmen Eiche, дословно „Операција Храст“, немачке војске) 12. септембра 1943. била је успешна операција немачких падобранаца и командоса Вафен-СС за спасавање свргнутог фашистичког диктатора Бенита Мусолинија из притвора у масиву Гран Сасо д'Италија. Ваздушно-десантну операцију је лично наредио Адолф Хитлер, одобрио је генерал Курт Штудент, а планирао и извео мајор Харалд Морс.

## Позадина
У ноћи између 24. и 25. јула 1943. године, неколико недеља након савезничке инвазије на Сицилију и бомбардовања Рима, Велико веће фашизма изгласало је неповерење према премијеру Бениту Мусолинију. Истог дана, краљ Виторио Емануеле III Савојски га је ухапсио и заменио маршалом Пјетром Бадољом Ово је опште познато као пад фашистичког режима у Италији (или 25 Luglio на италијанском); Бадоглиова влада је у почетку наставила рат на страни сила Осовине, али након што су италијанске и немачке снаге поражене током савезничке инвазије на Сицилију (17. августа), италијанска влада је започела тајне преговоре са савезницима о предаји. Ово је резултирало примирјем у Касибилу 3. септембра, што се поклопило са инвазијом савезника на копнену Италију.

## Припреме

### Бадољова влада
Италијанска врховна команда, коју је предводио маршал Бадоглио, била је свесна да ће немачка војска вероватно покушати да преузме контролу над Италијом чим влада пређе на страну савезника. Због тога је италијанска влада желела да се савезничке трупе искрцају на копно пре него што примирје ступи на снагу и што је јавно објављено – што се догодило 8. септембра – како би савезници могли брзо да крену на север да помогну у одбрани посебно главног града Рим против надолазеће немачке инвазије. Заиста, Мусолинијев пад је подстакао немачке војне команданте да развију операцију Ахзе (планови, првобитно названи Операција Аларих, мењани су неколико пута од 28. јула до 30. августа) како би се што је више могуће ублажио утицај потенцијалног италијанског бекства. Влада Бадоља је такође схватила да ће Немци вероватно покушати да избаве Мусолинија из затвора, врате га на власт и окупе фашистичку подршку да задрже Италију у рату на страни Немачке, па су предузете строге мере да се Мусолини сакрије и обезбеди: он је неколико пута премештен и чуван скоро батаљоном трупа.

### Мусолинијево затварање
Мусолинија су по краљевом наређењу ухапсили карабинијери 25. јула непосредно након што је напустио краљеву приватну резиденцију, а прво је доведен у штаб карабинијера Подгоре у Трастевереу. Поподне је пребачен у Кадетску школу карабинијера у Виа Легнано, где је остао до 27. јула. Војна полиција коју је предводио генерал Франческо Саверио Полито је 27. јула одвела Мусолинија у Гаету, укрцала се на брод Персефоне и затворила Мусолинија у изоловану кућу на острву Понца у Тиренском мору од 12:00 часова 28. јула до 7. августа. Од 7-27 августа, Мусолини је одржан у приватној вили на Ла Мадалени. Од 28. августа држан је у хотелу Кампо Императоре, који је изграђен на удаљеној и одбрамљивој планинској висоравни на 2.112 метара надморске висине у планинском ланцу Гран Сасо д'Италиа. Уз хотел се налазила скијашка станица повезана жичаром. Хотел је био један од првобитно три планирана хотела (али једини који је икада изграђен) у облику слова 'D', 'V' и 'X', заједно 'DVX', латинска реч која значи "вођа“, из које је настала Мусолинијева италијанска титула дуче. Хотел Кампо Императоре у облику слова Д, саграђен у част Мусолинијеве владавине, служио је као његов затвор неколико недеља.

### Немачко праћење и планирање
Уобичајена процедура Адолфа Хитлера била је да даје слична наређења конкурентским немачким војним организацијама. Наредио је да Hauptsturmführer Ото Скорцени прати Мусолинија и истовремено наредио падобранском генералу Курту Штуденту да изврши ослобођење. Дана 7. септембра, немачка обавештајна служба пресрела је шифровани италијански извештај који је указивао да је Мусолини био затворен негде у планинама Абруци. Затим, Немци су се послужили лукавством да потврде тачну локацију на којој се немачки лекар претварао да покушава да успостави болницу у хотелу на Гран Сасу. Информатори SS-Obersturmbannführer Херберта Капплера користили су фалсификоване новчанице номиналне вредности од 100.000 фунти кривотворене у оквиру операције Бернхард да би помогли у добијању информација. Скорцени је користио информације које су прикупили агенти да планира свој напад.

## Десант
Након што је италијанска влада објавила примирје у Касибилу и тиме свој пребег од Сила Осовине ка савезницима 8. септембра, немачка војска је покренула операцију Ахзе и брзо заузела стратешке тачке у северној и централној Италији у року од неколико дана, ефективно разоружавајући стотине хиљада италијанских војника. који су номинално управо прешли на супротну страну. Савезнички италијански војни и политички лидери, укључујући маршала Бадоља и краља Виктора Емануела III, побегли су на територију под контролом савезника у јужној Италији.
Дана 12. септембра 1943. године, Скорцени и 16 СС војника придружили су се Фалширмјегерима да спасу Мусолинија у високоризичној једриличарској мисији. Десет једрилица ДФС 230, од којих свака носи девет војника и пилота, које су вукли авиони Хеншел Hs 126, кренуло је између 13:05 и 13:10 из ваздухопловне базе Пратица ди Маре, близу Рима.
Вођа ваздушно-десантне операције, оберлеутнант Георг Фрајер фон Берлепш, ушао је у прву једрилицу, док су Скорцени и његови СС војници седели у четвртој и петој једрилици. Да би добили висину пре него што су прешли близу Монти Албани, водеће три јединице авиона за вучу једрилица су летеле додатном петљом. Све следеће јединице сматрале су тај маневар непотребним и желеле су да не угрожавају дато време доласка на циљ. То је довело до тога да су обе Скорценијеве јединице прве стигле преко мете.
У међувремену, долинска станица жичаре која води до Кампо Императоре заузела је у 14:00 у копненом нападу две падобранске чете, предвођене мајором Харалдом Морсом, главнокомандујућим целог напада, који је прекинуо све телефонске линије. Овај копнени напад је изазвао једине две смрти у операцији, италијанског шумарског чувара Пасквалина Витока, који је убијен док је покушавао да упозори гарнизон на приближавање немачких трупа, и карабинијера Ђованија Наталеа, који је убијен док се спремао да отвори ватру на нападаче. Још два карабинијера су лакше рањена ручном бомбом. У 14:05 командоси су спустили својих десет једрилица ДФС 230 на планину у близини хотела. Један се сударио и задобио повреде.
Фалширмјегер и Скорценијеви специјалци су савладали Мусолинијеве отмичаре, 200 добро опремљених карабинијера, без иједног испаљеног метка. Италијански генерал Фернандо Солети био је приморан да лети са Скорценијем у десант, као талац; представивши се војницима који су чували хотел, Солети им је наредио да не пуцају. Скорцени је напао радио оператера и његову опрему и упао у хотел, а пратили су га његови СС војници и падобранци. Десетак минута након почетка десанта, Мусолини је напустио хотел у пратњи немачких војника. У 14:45 Морс је ушао у хотел преко жичаре и представио се Мусолинију.
Мусолинија је тада требало да одлети авион Fi 156 Рода СТОЛ који је стигао у међувремену. Иако је у датим околностима мали авион био преоптерећен, Скорцени је инсистирао на пратњи Мусолинија, што је угрозило успех мисије.
После изузетно опасног, али успешног полетања, одлетели су у Помецију. Затим су одмах наставили да лете у Хајнкел Хе 111 за Беч, где је Мусолини преноћио у хотелу Империјал. Следећег дана је авионом пребачен у Минхен, а 14. септембра се састао са Хитлером у Фиреровом штабу, у Вуковој јазбини, близу Кентшина.

## Последице
Након што је чуо за Мусолинијево бекство, британски премијер Винстон Черчил изјавио је у Доњем дому: „Знајући да је Дуче био сакривен на безбедном месту и да је влада Бадоља посвећена да га преда Савезницима, што је храбар напад, потпуно мимо сваког предвиђања, спречио да се то догоди“.
Операција је дала ретку прилику за односе с јавношћу Херману Герингу касно у рату, а немачка пропаганда је поздрављала операцију месецима након тога. Искрцавање на Кампо Императоре је у ствари водио потпоручник фон Берлепш, којим је командовао мајор Морс и по наређењу генерала Студента, који су сви били официри Фалширмјегера, али је Скорцени управљао италијанском вођом непосредно пред камерама.
Након СС пропагандног пуча по налогу Рајхсфирера СС Хајнриха Химлера и министра пропаганде Јозефа Гебелса, Скорценију и његовим специјалним снагама Вафен-СС приписана је већина заслуга за операцију. Скорцени је добио унапређење у Штурмбанфирера, награду Витешки крст Гвозденог крста и славу која је довела до његовог имиџа „најопаснијег човека у Европи“.
Скорцени је објавио аутобиографију 1950. (Geheimkommando Skorzeny) и другу књигу (Meine Kommandounternehmen) 1976.
Историчар Улрих Трампенер (2015) изјавио је да је „претерана заслуга [за операцију] касније дата малом СС одреду под Отом Скорценијем“. Историчар Оскар Гонзалез Лопез изјавио је да је Скорцени био „лажни ослободилац“ који је створила нацистичка пропаганда, називајући Фалширмјегере „легитимним протагонистима“ десанта на Гран Сасо.
Након напада, Хитлер је поставио Мусолинија на чело марионетске државе у северној Италији коју су окупирали Немци, Италијанску Социјалну Републику, која је служила као колаборационистички режим Немаца у њиховој борби против савезника, Краљевине Италије, сада ко-ратоборне стране савезника и италијанског покрета отпора.
Крајем априла 1945, након скоро потпуног пораза, Мусолини и његова љубавница Клара Петачи покушали су да побегну у Швајцарску, али су обоје били заробљени од стране италијанских комунистичких партизана и по кратком поступку стрељани 28. априла 1945. близу језера Комо.